# Maciej Elczewski

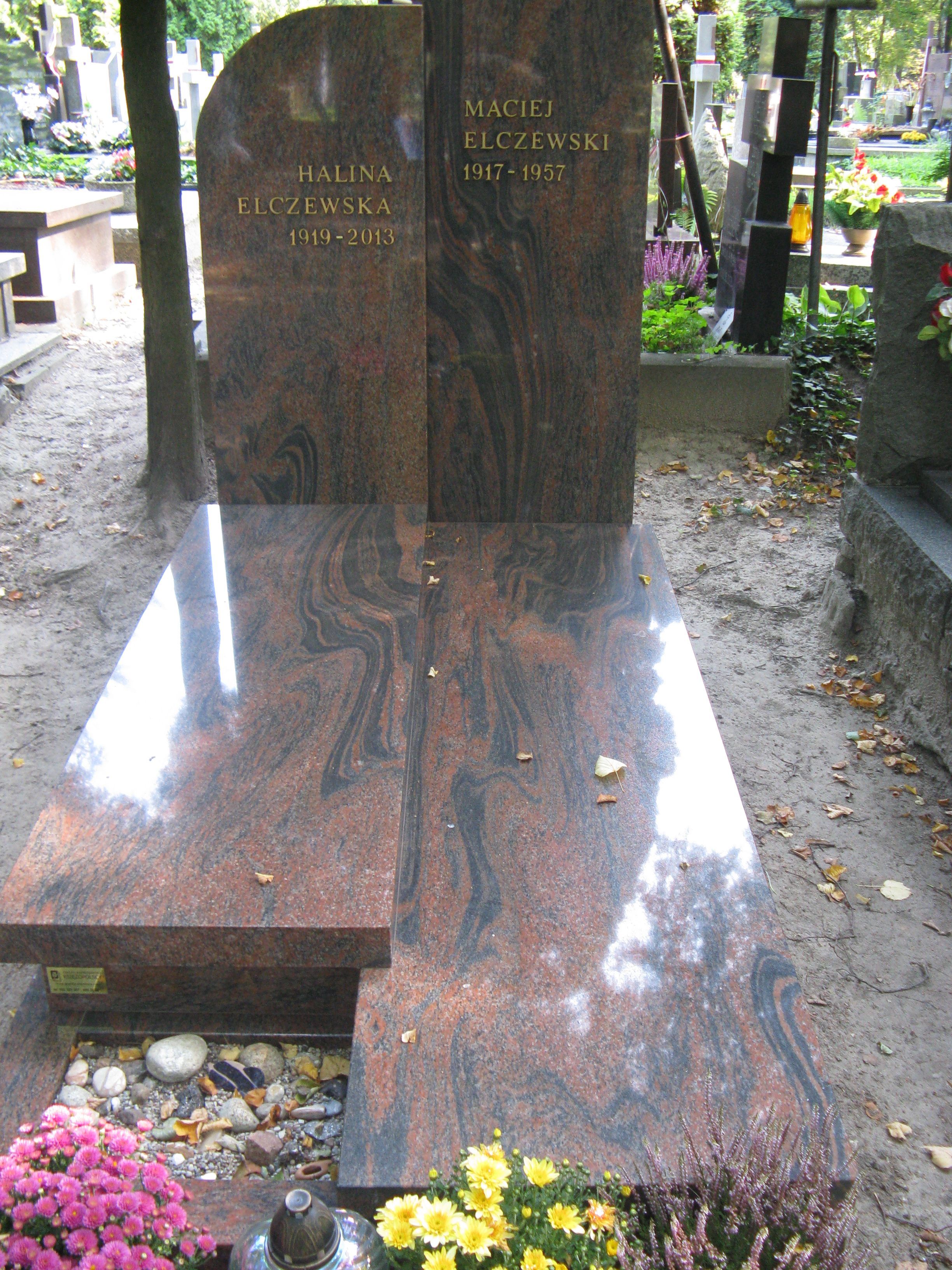
Grób Macieja Elczewskiego na wojskowych Powązkach

Maciej Elczewski pseud. Wiktor (ur. 27 lutego 1917 we Lwowie, zm. 16 sierpnia 1957 w Warszawie) – polityk, działacz PPS, zastępca członka KC PZPR, poseł na Sejm PRL I kadencji (1952–1956).

## Życiorys
W 1936 skończył męskie gimnazjum państwowe we Lwowie i wstąpił na Uniwersytet Jana Kazimierza w tym mieście. Członek Związku Młodzieży Socjalistycznej (ZMS), potem OMS „Życie” i MOPR, III 1937 aresztowany i na kilka miesięcy uwięziony za działalność komunistyczną i w związku z tym relegowany z uczelni. Po kursie handlowo-administracyjnym był przedstawicielem fabryki kwasu węglowego, po zajęciu Lwowa przez ZSRR X 1939 studiował na wydziale historii Uniwersytetu Pedagogicznego. 
Od 1940 do końca wojny służył w Armii Czerwonej, 1944–1946 członek ZPP, po powrocie mieszkał we Wrocławiu i działał w PPS. 1946–1947 zastępca komendanta wojewódzkiego ORMO, potem MO we Wrocławiu, kierownik wydziału wojskowego Wojewódzkiego Komitetu (WK) PPS. 1947–1948 rzecznik Kontroli Partyjnej Wojewódzkiej Komisji Weryfikacyjnej. Sekretarz Okręgowej Komisji Związków Zawodowych (OKZZ), od 31 III 1948 sekretarz WK PPS we Wrocławiu. Od kwietnia 1948 członek Rady Naczelnej (RN) PPS, od września 1948 członek Centralnego Komitetu Wykonawczego (CKW) PPS, od grudnia 1948 zastępca członka KC PZPR, II sekretarz Komitetu Wojewódzkiego (KW) PZPR we Wrocławiu (do 30 VI 1951), potem do 1953 I sekretarz KW PZPR w Koszalinie. W 1952 został posłem na Sejm PRL, od grudnia 1953 redaktor naczelny pisma KC PZPR „Chłopska Droga”. Przewodniczący Sekcji Rolnej Stowarzyszenia Dziennikarzy Polskich (SDP), uczestnik prac Komisji Rolnej przygotowującej materiały na III Zjazd PZPR. 
Był odznaczony m.in. Orderem Sztandaru Pracy II klasy. Pochowany na wojskowych Powązkach (kwatera A23-tuje-10). Mąż Haliny Elczewskiej.